# 제7회 부산국제어린이청소년영화제
제7회 부산국제어린이청소년영화제는 2012년 7월 20일에 열린 시상식이다.

## 수상 및 후보

### 마법의 필름 상
- 내 꿈은 어디에? - 이수현 수상

### 마음의 별빛 상
- 백설공주처럼 - 최연희 수상

### 파란하늘상
- 죽음의 꽃 - 윤혜온 수상

### 넓은바다상
- 친구야 파이팅 - 김지민 수상

### 맑은바람상
- 상처 - 이혜민 수상

### 관객인기 상
- 쥐라기 공원과 골프 - KIDS FOR KIDS UK 수상

### 레디~액션!
- 백설공주처럼 - 천영헌
- 숲을 사랑해 주세요 - Bol Neemkhenda
- 우정 - 박미은
- 쥐라기 공원과 골프 - KIDS FOR KIDS UK
- 외톨이의 거짓말 - 권성은
- 시크릿 - 왕건우
- 죽음의 파티 - KIDS FOR KIDS UK
- 내 꿈은 어디에? - 이수현
- 친구야 파이팅 - 김지민
- 마지막 선물 - 박주희
- 신발이 너무 좋아! - KIDS FOR KIDS UK
- 죽음의 꽃 - 윤혜온
- 꽃을 든 남자 - 김나희
- 수상한 환경 파수꾼 - 오덕미
- 돌이킬 수 없는... - 김우신
- 부엉이 - 파블로 베르가라
- ABOAB - 우선명
- 인생종료버튼 - 강경우 외 3명
- 분필친구 - 이연지
- 상처 - 이혜민

### 큰나래 모음
- 소중한 날의 꿈 - 안재훈
- 나에게 온 편지 - 엘라 시어
- 스탠리의 도시락 - 아몰 굽테
- 엘리노의 비밀 - 도미니크 몬페리
- 리틀 보이스 - 하이로 에두아르도 카릴로 외 1명
- 유키와 니나 - 이폴리트 지라르도 외 1명
- 작별들 - 김백준
- 겨울의 딸 - 요하네스 슈미트
- 별과 바다 - 리 치엔콴 외 1명
- 마법사들 - 조람 루르센
- 일루셔니스트 - 실뱅 쇼메
- 온 더 슬라이 - 올리비에르 링게르
- 비의 요정 - 밀란 시즐라
- 다슬이 - 박철순
- 하늘이 보내준 딸 - A.L. 비자이
- 루 - 벨린다 차이코
- 동생을 만들어줘 - 골람 레자 라메자니
- 나의 오스트레일리아 - 아미 드로즈
- 두레소리 - 조정래

### 작은나래 모음
- 바다의 꿈 - 김정길
- 서커스 호랑이 - 야니스 시메르마니스
- 요리왕을 찾아라 - 밍크 린
- 팀워크 - 홍서연
- 할망바다 - 강희진
- 에코그림달력: 72계절 - 마츠이 마사야
- 춤추는 피아노 - 막달레나 오싱스카
- 콩 - 아사이 야스시
- 오목어 - 김진만
- 잃어버린 꿈 - 타리크 리마위
- 잠꾸러기 불도깨비 - 박기완
- 이런 공장은 싫어 - 홍준표
- 울타리를 없애야 해 - 권미정
- 거꾸로 도깨비 - 박기완

### 특별전
- 아시아의 옛이야기: 중국 - 괴물 연 - 김현주 외 2명
- 아시아 옛 이야기: 일본 일촌법사 - 김현주
- 아시아의 옛이야기: 베트남 – 수박 - 김현주 외 2명
- 아시아 옛 이야기: 인도네시아 꼴레앙깍새와 비 - 김현주
- 아시아 옛 이야기: 태국 금망둑어 이야기 - 김현주
- 아시아 옛 이야기: 우즈베키스탄 현명한 아가씨 - 곽영진
- 유쾌한 다리 - 프란체스코 필리피
- 눈 위를 달리는 남자 - 알렉세이 투르쿠
- 도시를 달리는 호랑이 - 리보르 픽사